# Nierandkowalni
Undateable – komediowy amerykański serial telewizyjny wyprodukowany przez Warner Bros. Television oraz Doozer Productions. 11 maja 2013 roku NBC zamówiła serial na sezon telewizyjny 2013/14.. Pomysłodawcami serialu są Adam Sztykiel – który opracował serial na podstawie "Undateable: 311 Things Guys Do That Guarantee They Won't Be Dating Or Having Sex" autorstwa Ellen Rakieten – i Anne Coyle. Serial jest emitowany od 29 maja 2014 roku przez stację NBC.
1 sierpnia 2014 roku stacja NBC zamówiła 2 sezon serialu. 
 W Polsce serial jest emitowany od 4 stycznia 2015 roku przez Comedy Central. 
13 maja 2016 roku stacja NBC postanowiła zakończyć produkcję serialu po trzecim sezonie.

## Fabuła
Serial opowiada o kumplach Dannym i Justinie. Justin i jego ekipa nie potrafią sobie znaleźć dziewczyn, Danny chce im w tym pomóc.

## Obsada
- Chris D’Elia jako Danny Beeman[6]
- Brent Morin jako Justin Kearney[7]
- Bianca Kajlich jako Leslie Beeman
- David Fynn jako Brett[8] (w odcinku pilotażowym Matthew Wilkas[9])
- Rick Glassman jako Burski[7]
- Ron Funches jako Shelly
- Bridgit Mendler[10] jako Candace

## Role drugoplanowe
- Briga Heelan jako Nicki
- Eva Amurri Martino jako Sabrina

## Odcinki
| Sezon | Sezon | Odcinki | Oryginalna emisja   | Oryginalna emisja | Oryginalna emisja | Oryginalna emisja | Oryginalna emisja |
| Sezon | Sezon | Odcinki | Premiera sezonu     | Finał sezonu      | Premiera sezonu   | Finał sezonu      |                   |
| ----- | ----- | ------- | ------------------- | ----------------- | ----------------- | ----------------- | ----------------- |
|       | 1     | 13      | 29 maja 2014        | 3 lipca 2014      | 4 stycznia 2015   | 30 lipca 2015     |                   |
|       | 2     | 10      | 17 marca 2015       | 12 maja 2015      | 10 stycznia 2016  | 6 marca 2016      |                   |
|       | 3     | 13      | 9 października 2015 | 29 stycznia 2016  | 13 marca 2016     | 5 czerwca 2016    |                   |